# Salix calostachya
Salix calostachya är en videväxtart som beskrevs av Anderss.. Salix calostachya ingår i släktet viden, och familjen videväxter. Inga underarter finns listade i Catalogue of Life.